# Geniascota patagiata
Geniascota patagiata là một loài bướm đêm trong họ Noctuidae.